# Rouge de Lituanie
La rouge de Lituanie est une race bovine lituanienne. (Lietuvos žalieji en lituanien et lithuanian red en anglais)

## Origine
Elle provient d'une souche locale du nord-est de la Lituanie, croisée avec diverses races laitières (angeln, ayrshire, rouge danoise brown swiss ou shorthorn) au cours du XXe siècle pour améliorer ses performances en lactation. La race est officiellement reconnue depuis 1951. Le troupeau représente environ un tiers de l'effectif bovin lituanien, mais subit la percée de la pie noire holsteinisée. Il est passé de 567000 têtes en 1980 à 123000 en 2001. 
Des recherches génétiques sont menées pour connaitre la parenté de cette race avec ses voisines géographiques. De la semence de taureaux a été stockée.

## Morphologie
Elle porte une robe rouge unie, allant du rouge vif à l'acajou. Les mâles ont le cou et le garrot plus sombre. 
Les vaches pèsent 550 kg pour 130 cm et les taureaux 900 kg pour 135 cm. 

## Aptitudes
C'est une ancienne race mixte qui a été améliorée pour l'orienter franchement vers la production laitière. La vache produit 4 500 kg par lactation, avec 4,43 % de matière grasse et 3,39 % de protéines. 
Elle est reconnue pour ses qualités :
- Efficacité de transformation du fourrage.
- Bonnes carcasses à l'abattage.
- Rapidité de croissance et précocité.